# Iria del Río
Iria del Río (Barcelona, 13 gener 1987) és una actriu de teatre, cinema i televisió catalana.
Ha participat en nombroses sèries de televisió com Las chicas del cable, Velvet, La catedral del mar o Amar en tiempos revueltos. Si bé és cert que també va obtenir èxits en forma premi i reconeixement en el món del teatre i del cinema. Sense anar més lluny, amb el curtmetratge Los dinosaurios ya no viven aquí, del director Miguel Ángel Pérez Blanco, l'any 2013 guanyà el premi a la millor interpretació femenina del Festival Alcine. A la sèrie de televisió Les de l'hoquei interpretà a l'Anna Ricou, la germana gran de l'Emma Ricou. L'Anna acaba d'arribar de Lisboa, on jugava a hoquei i s'incorpora com a entrenadora del femení del Minerva, el club d'hoquei del seu poble. Torna de Lisboa perquè va tenir problemes amb una companya del seu equip. En el passat va tenir una relació amorosa amb l'anterior entrenador del club Minerva, en German.

## Filmografia
Les obres de teatre, cinema i sèries de televisió en les qua ha participat són:

### Televisió
Informació actualitzada per un bot. Els canvis manuals es perdran quan s'actualitzi!
| Any       | Títol                     | Direcció                                                                                      | Dades a Wikidata              |
| --------- | ------------------------- | --------------------------------------------------------------------------------------------- | ----------------------------- |
| 2005–2012 | Amar en tiempos revueltos | Orestes Lara Joan Noguera Clapés Carlos Pérez Ferré Eduardo Milewicz Lluís Maria Güell i Guix | Modifica les dades a Wikidata |
| 2010–2010 | Gavilanes                 |                                                                                               | Modifica les dades a Wikidata |
| 2016–2016 | Velvet                    | David Pinillos                                                                                | Modifica les dades a Wikidata |
| 2011–2014 | La Riera                  |                                                                                               | Modifica les dades a Wikidata |
| 2015–2015 | El ministerio del tiempo  | Marc Vigil Jorge Dorado Koldo Serra de la Torre Paco Plaza Javier Ruiz Caldera Óskar Santos   | Modifica les dades a Wikidata |
| 2015–2015 | Los nuestros              | Salvador Calvo Joaquín Llamas                                                                 | Modifica les dades a Wikidata |
| 2017–2017 | Las chicas del cable      | Ramón Campos Sáez                                                                             | Modifica les dades a Wikidata |
| 2018–2018 | La catedral del mar       | Jordi Frades                                                                                  | Modifica les dades a Wikidata |
| 2018–2019 | Servir y proteger         | Inma Torrente Alexandra Graf Rubén Torrejón                                                   | Modifica les dades a Wikidata |
| 2022–2024 | Élite                     | Ramón Salazar Dani de la Orden Jorge Torregrossa García Sílvia Quer Eduardo Chapero-Jackson   | Modifica les dades a Wikidata |
| 2019–2020 | Les de l'hoquei           | Patrícia Font Kiko Ruiz Claverol Marta Pahissa                                                | Modifica les dades a Wikidata |
| 2020–2020 | Antidisturbios            | Rodrigo Sorogoyen del Amo                                                                     | Modifica les dades a Wikidata |
| 2022–     | Fuerza de paz             |                                                                                               | Modifica les dades a Wikidata |
| 2021–     | Historias para no dormir  | Rodrigo Sorogoyen del Amo Paco Plaza Paula Ortiz Álvarez Rodrigo Cortés Giráldez              | Modifica les dades a Wikidata |
| 2013–2013 | Pop ràpid                 | Marc Crehuet                                                                                  | Modifica les dades a Wikidata |
| 2015–2015 | O Faro                    |                                                                                               | Modifica les dades a Wikidata |
| 2024–2024 | Los años nuevos           | Rodrigo Sorogoyen del Amo David Martín de los Santos                                          | Modifica les dades a Wikidata |

### Cinema
Informació actualitzada per un bot. Els canvis manuals es perdran quan s'actualitzi!
| Any  | Títol                              | Direcció               | Dades a Wikidata              |
| ---- | ---------------------------------- | ---------------------- | ----------------------------- |
| 2013 | Los dinosaurios ya no viven aquí   |                        | Modifica les dades a Wikidata |
| 2014 | El club de los incomprendidos      | Carlos Sedes           | Modifica les dades a Wikidata |
| 2014 | Diacronía                          |                        | Modifica les dades a Wikidata |
| 2016 | Pim Pam Friends                    |                        | Modifica les dades a Wikidata |
| 2018 | El club de los buenos infieles     | Lluís Segura Otero     | Modifica les dades a Wikidata |
| 2019 | El increíble finde menguante       | Jon Mikel Caballero    | Modifica les dades a Wikidata |
| 2021 | Visitant                           | Alberto Evangelio      | Modifica les dades a Wikidata |
| 2021 | Berenàveu a les fosques            | Sílvia Quer            | Modifica les dades a Wikidata |
| 2022 | Las niñas de cristal               | Jota Linares           | Modifica les dades a Wikidata |
| 2022 | Un cel de plom                     | Miquel Romans          | Modifica les dades a Wikidata |
| 2023 | Infiesto                           | Patxi Amezcua          | Modifica les dades a Wikidata |
| 2024 | Apocalipsi Z: El principi de la fi | Carles Torrens         | Modifica les dades a Wikidata |
|      | Amanece                            | Juan Francisco Viruega | Modifica les dades a Wikidata |

### Teatre
- Las Amistades Peligrosas, dir. Darío Facal
- Per amor a la vida, dir. Joel Minguet i Anna Sarrablo
- Pieza Romeo y Julieta, dir. Jordi Oliver